# Alberto Bigon
Alberto Bigon est un ancien footballeur italien, désormais reconverti en entraîneur. Il a porté notamment à 218 reprises le maillot du l'AC Milan, inscrivant 56 buts avec les Rossoneri. Né le 31 octobre 1947 à Padoue, il est marié et père de 3 enfants.

## Carrière joueur

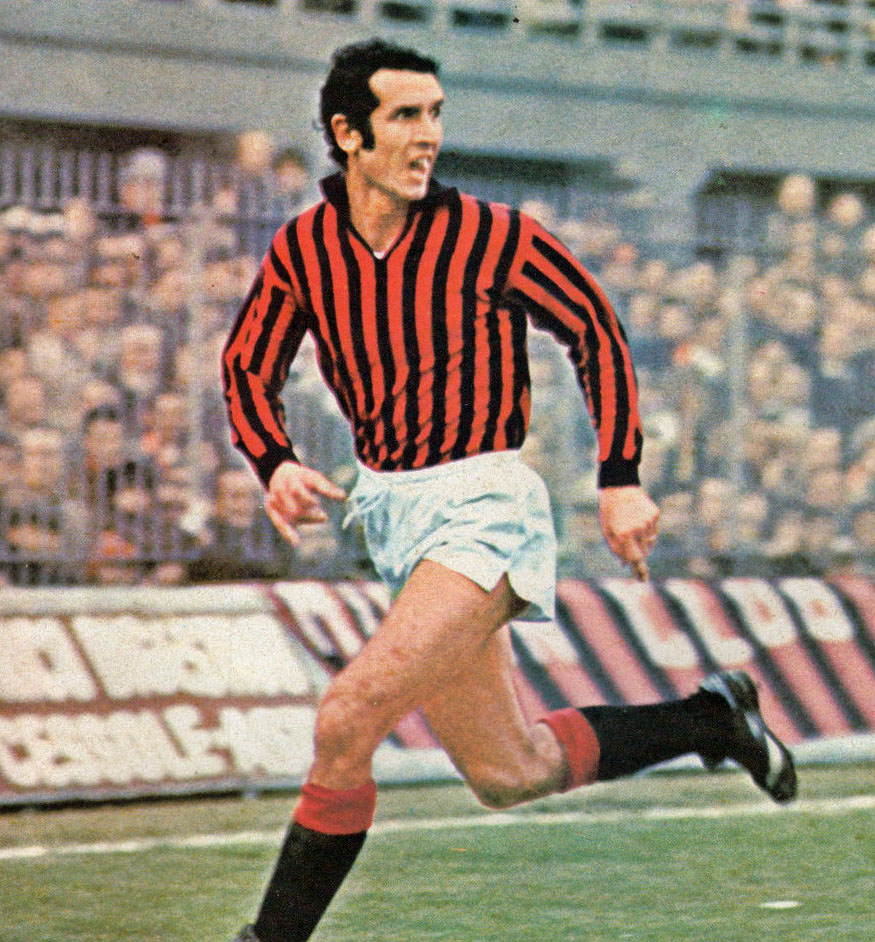
Bigon en action avec l'AC Milan au stade San Siro en la saison 1974-75

Cet avant-centre joue dès 1967 en Série A dans le club de Spal, et continue sa carrière dans le club de la ville de sa naissance à Padova, puis au SSC Naples, à l'US Foggia, à l'AC Padoue, à la Lazio Rome et au Lanerossi Vicence, avant de signer pour le Milan AC où il passe 9 saison de 1971 à 1980. Avec le Milan il remporte la Coupe des Coupes en 1973, fête un scudetto en 1979 et gagne enfin 3 Coupes d'Italie.

## Carrière entraîneur
Il devient entraîneur dans le club de Cesena où il parvient à faire monter le club en Série A. Ensuite, il signe à Naples pour remplacer Ottavio Bianchi en 1989 et remporte le second Championnat de l'Histoire du club en 1990 ainsi que la supercoupe d'Italie. En 1991-1992, il rejoint US Lecce en Serie A, 1992-1993 l'Udinese Calcio A, 1995 Ascoli Calcio 1898, 1996-1997 le FC Sion en Suisse où il gagne le doublé coupe/championnat, 1997-1999 AC Pérouse A et 1999-2000 l'Olympiakos Le Pirée. Il prend ensuite du recul par rapport au football, et s'occupe du recrutement de l'AC Reggiana.
En 1997 le Prix d'or Spécial du Secteur Technique de la Fédération d'Italie de football FIGC lui est assigné.
Il décide de relancer sa carrière d'entraîneur auprès du FC Sion le 19 février 2007 après avoir déjà gagné le doublé coupe/championnat avec cette même équipe lors de la saison 1996-1997. C'est le seul entraîneur de l’histoire à avoir réalisé le doublé avec le club valaisan.
Cet entraîneur est connu pour sa rigueur défensive et son intransigeance avec les joueurs.
Alors que le FC Sion n'a pas encore fait son entrée dans le championnat d'Axpo Super League 2007-2008, il a prolongé de deux saisons le contrat de son entraîneur Alberto Bigon (60 ans). L'Italien était ainsi lié au club valaisan jusqu'au mois de juin 2010 mais il s'est fait démettre de ses fonctions d'entraineur en décembre 2007. Il reprend toutefois la responsabilité de l'équipe le 25 mars 2008.
Le 11 août 2008, Alberto Bigon part en Slovénie et devient le nouvel entraîneur de l'NK Factor Ljubljana, dernier de la D1 slovène au moment de sa signature et malgré il a décroche avec la Coupe de Slovénie, tout en le sauvant au niveau du classement de la Prva liga Telekom.